# Carlo Pinsoglio
Carlo Pinsoglio (ur. 16 marca 1990 w Moncalieri) – włoski piłkarz występujący na pozycji bramkarza we włoskim klubie Juventus F.C.

## Kariera klubowa

### Juventus
Pinsoglio swoją karierę piłkarską rozpoczął we włoskim klubie Juventus. W 2007 roku trafił do pierwszego składu młodzieżowego zespołu. W 2010 dołączył do pierwszego składu seniorskiej drużyny. Mimo to, nie zagrał ani jednego meczu w barwach Starej Damy. W 2010 został wypożyczony do hiszpańskiej drużyny F.C. Esperia Viareggio. W 2011 został wypożyczony do włoskiego zespołu Delfino Pescara 1936, grającego wówczas w Serie B.

### Vicenza
W 2012 roku przeniósł się do włoskiej drużyny Vicenza. Kwota transferu wyniosła 1,5 mln euro.

### Powrót do Juventusu
W 2014 Pinsoglio wrócił do swojego macierzystego klubu. Turyńczycy zapłacili za niego 800 tysięcy euro. 19 maja 2018 po raz pierwszy wystąpił w barwach Juventusu, zastępując Gianluigi Buffona w 64 minucie gry. Tym samym był to jego debiut w Serie A.